# Verwaltungsgemeinschaft Seehausen (Altmark)

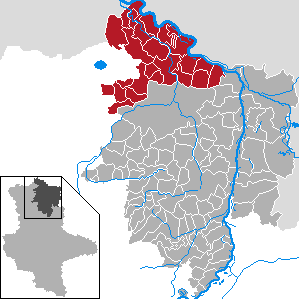
Lage der Verwaltungsgemeinschaft im Landkreis Stendal

In der Verwaltungsgemeinschaft Seehausen (Altmark) des Landkreises Stendal waren 23 Gemeinden zur Erledigung ihrer Verwaltungsgeschäfte zusammengeschlossen. Zu den ursprünglich 17 Gemeinden (Aulosen, Beuster, Falkenberg, Geestgottberg, Gollensdorf, Groß Garz, Krüden, Lichterfelde, Losenrade, Losse, Neukirchen (Altmark), Pollitz, Schönberg, Seehausen (Altmark),  Wahrenberg, Wanzer und Wendemark) kamen am 1. Januar 2005 die Gemeinden Boock, Bretsch, Gagel, Heiligenfelde, Kossebau und Lückstedt aus der aufgelösten Verwaltungsgemeinschaft Altmärkische Höhe dazu. Ihren Sitz hatte die Behörde in der namensgebenden Stadt Seehausen (Altmark).
Die Verwaltungsgemeinschaft Seehausen (Altmark) lag im äußersten Norden des Landkreises Stendal sowie im Norden des Landes Sachsen-Anhalt. Sie grenzte im Nordwesten an Niedersachsen, die Elbe bildete die Grenze zu Brandenburg. Die VG hatte einen Anteil an der tischebenen Wische und an der Altmärker Höhe, einem niedrigen Höhenrücken, der die Einzugsgebiete der Flüsse Jeetze und Biese/Aland voneinander trennt.
Am 1. Januar 2010 wurde die Verwaltungsgemeinschaft aufgelöst. Das Gebiet ging in der neuen, anfangs sieben Gemeinden umfassenden, neugebildeten Verbandsgemeinde Seehausen (Altmark) auf.
In der Verwaltungsgemeinschaft Seehausen (Altmark) lebten 12.044 Einwohner (30. Juni 2006) auf einer Fläche von 437,56 km². Letzter Verwaltungsleiter war Reinhard Schwarz.

## Ehemalige Mitgliedsgemeinden mit ihren Ortsteilen
- Aulosen
- Beuster mit Esack, Oberkamps, Ostorf, Scharpenlohe, Uhlenkrug, Unterkamps, Wegenitz und Werder
- Boock mit Einwinkel und Neue Welt
- Bretsch mit Dewitz, Drüsedau und Priemern
- Falkenberg
- Gagel
- Geestgottberg mit Am Aland, Eickhof, Gottberg, Hohe Geest und Märsche
- Gollensdorf mit Bömenzien und Drösede
- Groß Garz mit Deutsch, Haverland, Jeggel und Lindenberg
- Heiligenfelde
- Kossebau
- Krüden mit Groß Holzhausen, Vielbaum, Voßhof und Wilhelminenhof
- Lichterfelde mit Ferchlipp
- Losenrade
- Losse
- Lückstedt mit Stapel und Wohlenberg
- Neukirchen (Altmark)
- Pollitz mit Scharpenhufe
- Schönberg mit Herzfelde, Klein Holzhausen und Schönberg-Deich
- Stadt Seehausen (Altmark) mit Behrend, Gehrhof, Nienfelde und die Siedlung Waldesfrieden
- Wahrenberg
- Wanzer mit Klein Wanzer
- Wendemark